# Gaap
Gaap – w tradycji okultystycznej demon, upadły anioł, przywódca i prałat piekła, a według Dictionnaire Infernal król demonów południa świata i piekła. Znany również pod imionami Goap i Tap. Rozporządza 66 legionami duchów. W Sztuce Goecji jest trzydziestym trzecim, a w Pseudomonarchii Daemonum trzydziestym szóstym duchem. Przed upadkiem przynależał do Chóru Mocy i Potęg.

## Wdemonologii
By go przywołać i podporządkować, potrzebna jest jego pieczęć, która według Sztuki Goecji powinna być zrobiona z cyny albo z rtęci. Pojawia się gdy Słońce znajduje się w którymś z południowych znaków. Przywołać go można między trzecią w nocy a południem i między dziewiątą wieczorem a północą.
Sprawia, że ludzie pogrążają się w stanie niewiedzy i nieprzytomności. Naucza filozofii i nauk wyzwolonych, potrafi wywołać miłość i nienawiść. Uczy metod konsekracji swojego pana Amaymona. Może pomóc zabrać innym magom ich duchy opiekuńcze. Zna się na przeszłości, teraźniejszości i przyszłości, na rozkaz przyzywającego może przenieść w dowolne miejsce.
Wezwany, ukazuje się pod ludzką postacią. Kroczy przed czterema potężnymi królami, tak jakby będąc ich przewodnikiem.

## Wkulturze masowej
- Pojawia się jako wróg w grze Castlevania: Lament of Innocence.
- W serialu Yu-Gi-Oh! jest karta "Gaap the Divine Soldier".
- W grze Shadow Hearts: Covenant jest jednym z sześciu najpotężniejszych demonów. Przedstawiony jest jako roślina.
- Pojawia się w grze i anime Umineko no Naku Koro ni.
- Pojawia się w odcinku 1 sezonu 7 serialu Czarne lustro.